# Jelle Veenstra
Jelle Veenstra (geboren in 1990) is een Nederlandse voedingscoach, ondernemer en podcastmaker. Hij is medeoprichter van Mr. Food Coach, een coachingplatform gericht op duurzame leefstijlverandering. Samen met zijn partner Iris Veenstra presenteert hij de podcast Maak Afvallen Makkelijk.

## Carrière
Veenstra begon zijn loopbaan in de sportwereld en specialiseerde zich later in gedragscoaching en voeding. In 2020 richtte hij Mr. Food Coach op. Het platform richt zich op duurzame leefstijlverandering, zonder strikte diëten of verboden voedingsmiddelen . 

## Podcast
Sinds 2022 is Veenstra co-host van de podcast Maak Afvallen Makkelijk. De podcast behandelt thema’s rondom gewichtsverlies, gedragsverandering en motivatie. De podcast is meer dan 1,5 miljoen keer beluisterd.

## Filosofie
In interviews geeft Veenstra aan dat hij afvallen ziet als een proces waarin genieten en balans centraal staan. Hij pleit daarbij voor educatie en blijvende gedragsverandering in plaats van tijdelijke diëten.

## Persoonlijk
Jelle Veenstra woont samen met Iris en hun dochter in Nijkerk.